# اچ‌دی ۸۲۷۸۵
اچ‌دی ۸۲۷۸۵ یک ستاره است که در صورت فلکی تلمبه قرار دارد.